# Йохан II фон Саарбрюкен
Йохан II фон Саарбрюкен (на немски: Johann II von Saarbrücken; * пр. 1325; † 11 март 1381) е от 1342 г. до смъртта си граф на Саарбрюкен.
Той е син на граф Симон фон Саарбрюкен-Комерци († 1325) и Маргарета от Савоя († 1313), дъщеря на Лудвиг I господар на Ваат. След смъртта на дядо му граф Йохан I († 23 януари 1342) собствеността е разделена. Йохан получава Графство Саарбрюкен и малка част от Комерци.  Както дядо си той е привърженик на Франция във войната против Англия. През 1356 г. заедно с френския крал Жан II попада в английси плен. Освободен е през 1360 г. През 1362 г. той има дипломатическа задача от френската корона в двора на император Карл IV и през следващите години е множество пъти в английския двор. За неговите заслуги той е номиниран през 1364 г. на Grand Bouteillier, 1371 г. получава господството Вокульор.
Йохан II се оттегля от френския двор през 1380 г. и умира следващата 1381 г. С него графският род измира по мъжка линия. Графството Саарбрюкен наследява дъщеря му Йохана, която умира същата година. Нейният син Филип I фон Насау-Саарбрюкен-Вайлбург наследява графството през 1381 г.

## Фамилия
Йохан II се жени през 1334 г. за Жилет дьо Бар-Пирефор († 1356/1362), дъщеря на Пиер от Бар († сл. 1349), господар на Пирефорт, син на граф Теобалд II от Бар. Те имат дъщеря:
- Йохана († 1381), наследничка, омъжена 1353 г. за граф Йохан I фон Насау-Вайлбург (1309 – 1371)